# Rohaniella jebbae
Rohaniella jebbae är en fjärilsart som beskrevs av Sharpe 1899. Rohaniella jebbae ingår i släktet Rohaniella och familjen påfågelsspinnare. Inga underarter finns listade.